# Tyta angustifascia
Tyta angustifascia är en fjärilsart som beskrevs av W. Warren 1913. Tyta angustifascia ingår i släktet Tyta och familjen nattflyn. Inga underarter finns listade i Catalogue of Life.